# Vridi

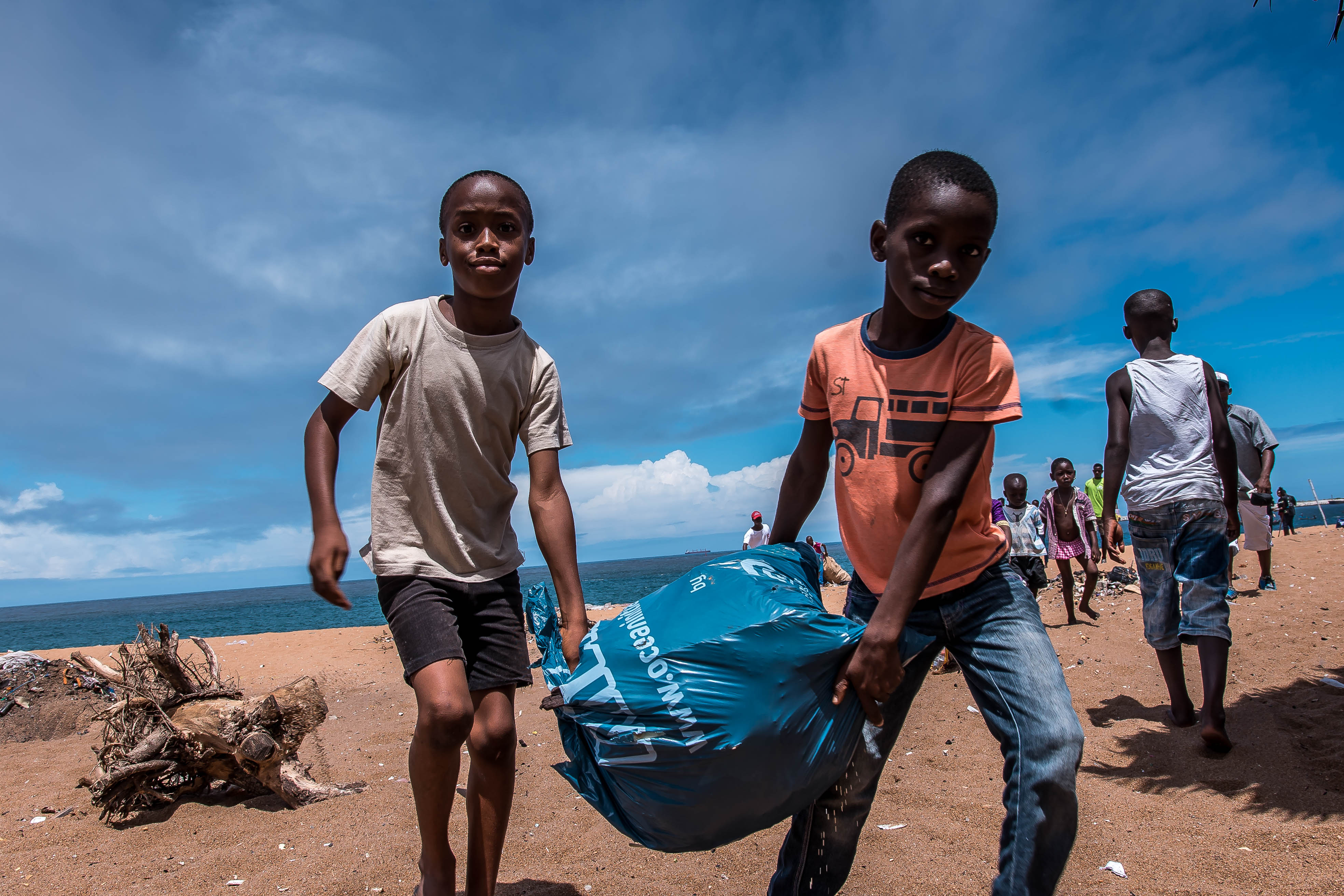
Enfants nettoyant la plage de Vridi.

Vridi est une zone de la ville d'Abidjan, en Côte d'Ivoire, située sur la commune de Port-Bouët.
Elle est située sur la bande lagunaire, entre la lagune et l'Océan Atlantique et regroupe l'essentiel des plages d'Abidjan.
C'est aussi le nom du canal qui relie la lagune à l'Océan.